# Esso Normandie
L'Esso Normandie est un supertanker de type Very Large Crude Carrier (VLCC), construit de 1973 à 1974 aux Chantiers de l'Atlantique à Saint-Nazaire pour Esso S.A.F. Plus gros navire de la compagnie pétrolière, il est annoncé comme le troisième d'une série de cinq navires commandés par le groupe Exxon aux Chantiers de l'Atlantique. Son premier commandant est M. Léonard Olilic.
Le nom d'Esso Normandie avait déjà été donné à un pétrolier, acquis en 1944 par la Standard française des pétroles, ancienne dénomination d'Esso S.A.F., et démoli en 1961 à La Seyne-sur-Mer.

## Propulsion
- Un groupe turbo réducteur de 32 444 ch à 80 tr/min à pleine puissance fourni par Stal-Laval Atlantique type AP 310-80
- Vitesse en charge : 15,8 nœuds

## Cargaison
La cargaison est chargée dans 14 citernes, réparties en 4 citernes axiales et 10 citernes latérales. Le système de manutention de la cargaison est du type semi-flot libre. Le déchargement est assuré par 4 turbo-pompes à axe vertical de 3 000 m3/h à 148 m et 2 pompes alternatives d'assèchement de 350 m3/h à 148 m.
Les opérations de ballastage sont réalisées à l'aide d'une turbo-pompe particulière à axe vertical de 3 000 m3/h à 58 m.
Pour éviter au maximum tout rejet accidentel d'hydrocarbures à la mer, un circuit d'épuration est prévu grâce auquel toutes les eaux contaminées et notamment les eaux de lavage d'autres citernes traversent un système double de décantation et de séparation.
L'ensemble des opérations de chargement, déchargement, ballastage, est contrôlé et commandé à partir d'un PC situé au pont 1.

## Lieux de vie et détente
- Logements de l'équipage en cabine individuelle avec salle d'eau.
- Salles à manger implantées à proximité de la cuisine.
- Locaux de détente, avec piscine, est disposé au pont 4 et comprend : salle de cinéma et de télévision avec magnétoscope, salle de récréation, salle de sports, véranda, bibliothèque, deux jeux de boules au pont 5 et un local de bricolage au pont principal.
- Climatisation des ateliers machine et électricité.

## Baptême
Le baptême du pétrolier Esso Normandie se déroule le 26 novembre 1974 dans le port de Cherbourg, sous la présidence de Pierre Loygue, PDG des Chantiers de l’Atlantique, et d'Henri Lamaison, PDG d'Esso S.A.F., en présence des autorités de la marine. La marraine, Mrs Reid, épouse de Mr R. G. Reid, president, Imperial Oil Ltd, société canadienne du groupe Exxon, procède au traditionnel lancer de la bouteille de champagne qui ne réussit qu'à la troisième tentative.